# Cộng đồng chia sẻ tương lai vì nhân loại

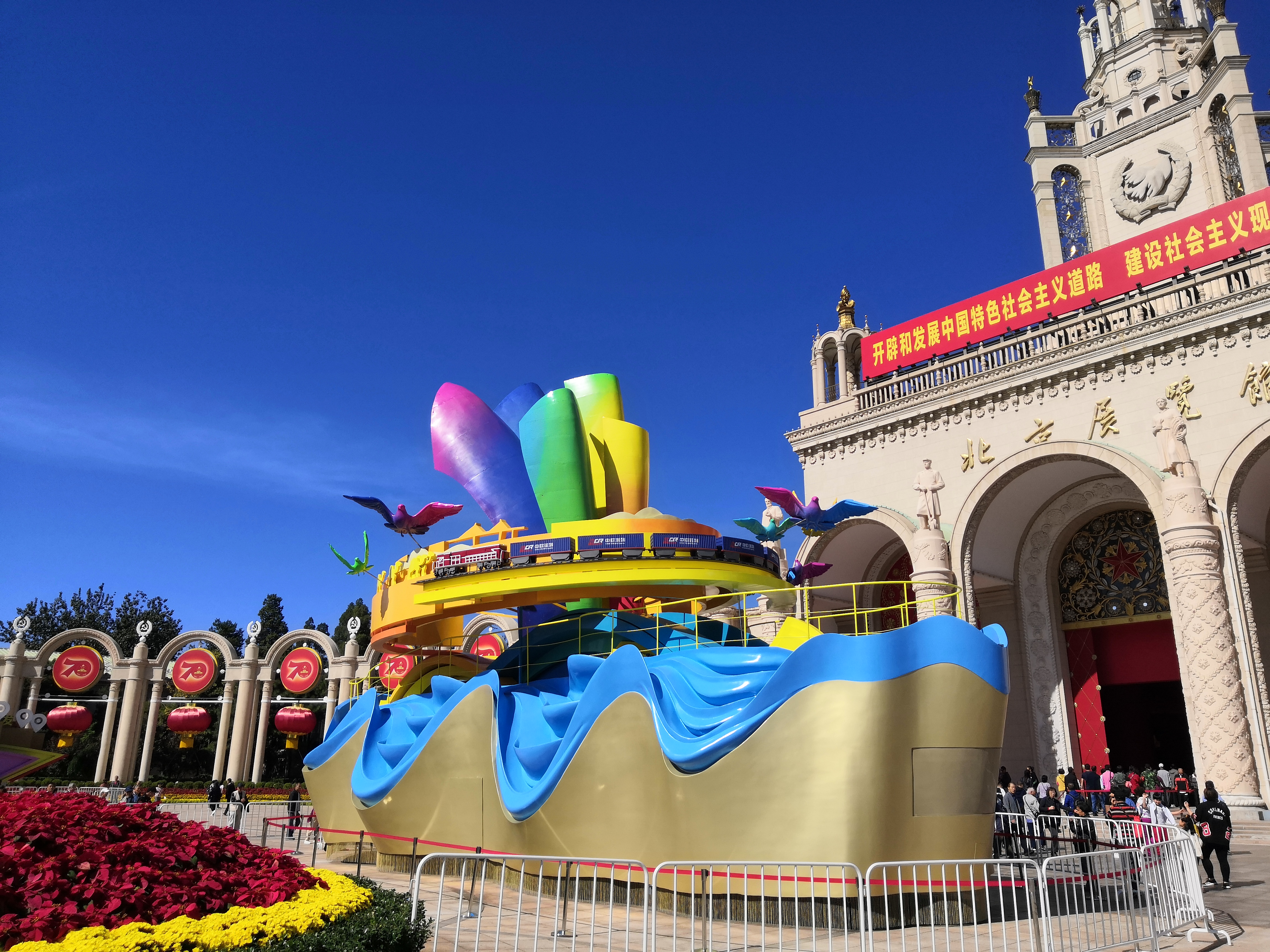
Xe biểu diễn chủ đề Cộng đồng vận mệnh vì nhân loại.

Cộng đồng chia sẻ tương lai vì nhân loại, hoặc gọi là Cộng đồng vận mệnh vì nhân loại, Cộng đồng chung vận mệnh, là lí luận và thực tiễn của ngoại giao Cộng hoà Nhân dân Trung Hoa. Dưới đề xướng của Tổng Bí thư Uỷ ban Trung ương Đảng Cộng sản Trung Quốc Tập Cận Bình, xây dựng Cộng đồng chia sẻ tương lai vì nhân loại được chép vào Điều lệ Đảng Cộng sản Trung Quốc tại Đại hội Đại biểu Toàn quốc lần thứ XIX Đảng Cộng sản Trung Quốc vào tháng 10 năm 2017, đồng thời được chép vào lời mở đầu Hiến pháp nước Cộng hoà Nhân dân Trung Hoa lúc sửa đổi hiến pháp vào năm 2018 (zh). Cộng đồng chia sẻ tương lai vì nhân loại được diễn đạt chính thức là một loại giá trị quan, cũng là lối thể hiện khôn ngoan của Trung Quốc trong việc nắm bắt trào lưu thế giới và xu hướng vận mệnh của nhân loại. Đồng thời, Trung Quốc cũng nhấn mạnh rằng, Trung Quốc không tầm cầu bá quyền thế giới, mục tiêu của Trung Quốc là xây dựng Cộng đồng vận mệnh vì nhân loại.
Trong cuộc họp Đối thoại của Đảng Cộng sản Trung Quốc với cấp cao chính đảng thế giới vào tháng 12 năm 2017, Tổng Bí thư Uỷ ban Trung ương Đảng Cộng sản Trung Quốc Tập Cận Bình bày tỏ: "Cộng đồng vận mệnh vì nhân loại, nhìn tên gọi cũng biết được ý nghĩa, chính là vận mệnh và tiền đồ của mỗi dân tộc, mỗi quốc gia đều có quan hệ chặt chẽ với nhau, vì vậy cần phải cùng hội cùng thuyền, hưởng chung vinh quang và sỉ nhục, nỗ lực đem tinh cầu này - nơi chúng ta sinh ra và lớn lên, xây dựng thành một đại gia đình hoà thuận, thân thiết, đem nguyện vọng về cuộc sống tốt đẹp của người dân các nước trên thế giới biến thành hiện thực."
Cộng đồng chia sẻ tương lai vì nhân loại có tác dụng là xem xét nhiều mặt đến mối quan tâm hợp lí của nước khác khi theo đuổi lợi ích của nước mình, thúc đẩy các nước cùng nhau phát triển trong lúc mưu cầu sự phát triển của nước mình. Nhân loại chỉ có một địa cầu, các nước sống chung một thế giới, phải tiên phong đề xướng nhận thức Cộng đồng vận mệnh vì nhân loại. Nó là phương lược Trung Quốc do Uỷ ban Trung ương Đảng Cộng sản Trung Quốc lấy Tập Cận Bình làm tổng bí thư vì sự phát triển của tương lai nhân loại mà đề xuất.
Cộng đồng chia sẻ tương lai vì nhân loại - giá trị quan toàn cầu này, bao hàm bốn quan niệm về nương tựa nhau mà tồn tại như quan niệm quyền lực quốc tế, quan niệm hưởng chung lợi ích, quan niệm phát triển bền vững và quan niệm quản trị toàn cầu. Tháng 11 năm 2022, lí niệm Cộng đồng vận mệnh vì nhân loại được chép vào ba nghị quyết của Uỷ ban thứ nhất Đại Hội đồng Liên Hợp Quốc.

## Lịch sử
Người đề xuất khái niệm cộng đồng trước nhất là nhà tư tưởng Pháp Jean-Jacques Rousseau. Xuất phát từ góc độ thuyết kế ước xã hội, ông cho biết khế ước xã hội một khi được giao kết, "có nghĩa là mỗi người đem toàn bộ quyền lợi của mình chuyển nhượng cho tập thể do nhân dân kết hợp mà thành, do đó cá nhân tuân theo ý chí chung của tập thể, cũng chính là tuân theo bản thân, nhân dân là người nắm giữ chủ quyền của cộng đồng chính trị này."
Ngày 5 tháng 8 năm 2002, Trương Văn Mộc - giáo sư tại Trung tâm nghiên cứu vấn đề chiến lược Đại học Hàng không và Phi hành vũ trụ Bắc Kinh, đề xuất dân tộc Trung Hoa là một cộng đồng đa nguyên nhất thể, ông cho rằng nhà nước là cộng đồng vận mệnh dân tộc một khi tự nguyện gia nhập, đồng thời được cộng đồng quốc tế công nhận thì không thể tuỳ tiện rút lui.
Tháng 2 năm 2006, tờ báo Oriental Morning Post đã từng phê bình, Trần Thuỷ Biển - Tổng thống Trung Hoa Dân Quốc lúc bấy giờ, chấm dứt sự vận hành của Uỷ ban Thống nhất Quốc gia, nhưng không có cách nào chia cắt Cộng đồng vận mệnh hai bờ. Ngoài ra, người phụ trách Văn phòng công tác Đài Loan thuộc Uỷ ban Trung ương Đảng, Văn phòng sự vụ Đài Loan thuộc Quốc vụ viện cũng đề xuất, trải qua mười mấy năm phát triển quan hệ hai bờ, đồng bào hai bờ đã kết thành "cộng đồng vận mệnh" thực thụ.
Việc sử dụng thuật ngữ này trước nhất ở Trung Quốc đại lục có thể lội ngược dòng đến năm 2011, Ôn Gia Bảo - cựu Tổng lí Quốc vụ viện Cộng hoà Nhân dân Trung Hoa, đến thăm hỏi khu vực gặp nạn bởi động đất và sóng thần Tōhoku nêu ra rằng, "khi đối mặt tai hoạ thiên nhiên, nhân loại là cộng đồng vận mệnh", trong báo cáo sau này của Đại hội đại biểu toàn quốc lần thứ XVIII Đảng Cộng sản Trung Quốc được diễn đạt rõ ràng thành "Cộng đồng vận mệnh vì nhân loại", nhưng mà lối diễn đạt về sau thực ra hoàn toàn không cố định, có lúc cũng sẽ được diễn đạt thành "Cộng đồng vận mệnh trong bạn có tôi, trong tôi có bạn", "Cộng đồng vận mệnh XX", "Nhận thức Cộng đồng vận mệnh" và "Cộng đồng lợi ích và Cộng đồng vận mệnh hưởng chung lợi ích, an nguy liền sau".
Ngày 28 tháng 9 năm 2015, Tập Cận Bình có bài phát biểu với tựa đề là "Dắt tay xây dựng đối tác mới, hợp tác cùng có lợi, đồng lòng xây dựng Cộng đồng vận mệnh vì nhân loại" tại Đại hội kỉ niệm 70 năm thành lập Liên Hợp Quốc cử hành ở New York - tổng bộ Liên Hợp Quốc, sau khi Cộng đồng vận mệnh vì nhân loại được chú ý rộng khắp, lối diễn đạt Cộng đồng vận mệnh vì nhân loại dần dần được cố định cho đến nay.
Ngày 10 tháng 2 năm 2017, Hội nghị hiệp thương khoá 55 Uỷ ban Phát triển xã hội Liên Hợp Quốc nhất trí thông qua nghị quyết "xét về phương diện xã hội, quan hệ đối tác mới vì châu Phi phát triển", "xây dựng Cộng đồng vận mệnh vì nhân loại" lần đầu tiên được chép vào nghị quyết Liên Hợp Quốc.
Tháng 10 năm 2017, "xây dựng Cộng đồng vận mệnh vì nhân loại" được chép vào Điều lệ Đảng Cộng sản Trung Quốc. Cùng năm, Cộng đồng vận mệnh vì nhân loại được chép vào nghị quyết "không bố trí lần đầu vũ khí ở ngoài không gian".
Ngày 11 tháng 3 năm 2018, "Cộng đồng vận mệnh vì nhân loại" được chép vào lời mở đầu Hiến pháp nước Cộng hoà Nhân dân Trung Hoa.

## Nội hàm lí niệm
Liên quan đến nội dung của Cộng đồng vận mệnh vì nhân loại, có thể dùng "năm kiên trì, bốn nương tựa" để nói bao quát.
| Năm kiên trì                          | Bốn nương tựa                 |
| ------------------------------------- | ----------------------------- |
| Kiên trì hiệp thương đối thoại        | Quan niệm quyền lực quốc tế   |
| Kiên trì cùng làm cùng hưởng          | Quan niệm hưởng chung lợi ích |
| Kiên trì hợp tác cùng có lợi          | Quan niệm phát triển bền vững |
| Kiên trì giao lưu, làm gương lẫn nhau | Quan niệm quản trị toàn cầu   |
| Kiên trì môi trường xanh, carbon thấp |                               |